# Хильдебранд, Штефани
Штефани Хильдебранд (нем. Stefanie Hildebrand; 24 марта 1987, Галле, ГДР) — немецкая биатлонистка, чемпионка Европы по биатлону.
Её сестра-близнец Франциска Хильдебранд также занимается биатлоном.
27 апреля 2013 года приняла решение о завершении спортивной карьеры, так как не смогла пробиться в основную сборную Германии по биатлону для подготовки к Зимним Олимпийским играм 2014.